# زاك أندروز
زاك أندروز (بالإنجليزية: Zach Andrews)‏ مواليد 9 مارس 1985 في أوكلاند، هو لاعب كرة سلة أمريكي. بدأ مسيرته الاحترافية في سنة 2007. يلعب في دوري كرة السلة الياباني للمحترفين. يحمل الرقم 9. يبلغ طوله 6 قدم 9 بوصة (2.1 م).

## المسيرة الاحترافية
لعب مع نادي بيناس ويسكا لكرة السلة في الدوري الإسباني في موسم 2009–2010، ثم لعب مع نييغاتا ألبيريكس في موسم 2010–2011، ثم لعب مع لوس أنجلوس ديفيندرز في موسم 2011–2012، ثم لعب مع سوتور باسكت مونتيجرانارو في سنة 2012، ثم لعب مع أوساكا إفيسا في موسم 2013–2014.

## روابط خارجية
- زاك أندروز على موقع كرة السلة الأوروبية.كوم (الإنجليزية)
- زاك أندروز على موقع كلية كرة السلة في سبورتس رفرنس.كوم (الإنجليزية)
- زاك أندروز على موقع ريلجم (الإنجليزية)
- زاك أندروز على موقع بروبوليرز (الإنجليزية)
- زاك أندروز على موقع سبورتس رفرنس (الإنجليزية)
- زاك أندروز على موقع سبورتس رفرنس (الإنجليزية)